# Rio Tamanduá
Der Rio Tamanduá ist ein etwa 63 km langer rechter Nebenfluss des Rio Capanema im Südwesten des brasilianischen Bundesstaats Paraná.

## Etymologie
Der Name des Flusses bedeutet auf Deutsch Ameisenbärfluss. Tamanduá ist die portugiesische Bezeichnung für den Großen Ameisenbären.

## Geografie

### Lage
Das Einzugsgebiet des Rio Tamanduá befindet sich auf dem Terceiro Planalto Paranaense (Dritte oder Guarapuava-Hochebene von Paraná).

### Verlauf
Sein Quellgebiet liegt im Munizip Flor da Serra do Sul auf 424 m Meereshöhe etwa 3 km nördlich des Hauptorts in der Nähe der BR-280. Es liegt etwa 4 km nördlich der Wasserscheide zwischen Rio Iguaçu und Río Uruguay, die hier die Grenze zwischen den Staaten Paraná und Santa Catarina bildet.
Der Fluss verläuft in nordwestlicher Richtung. Ungefähr 5 km nach seinem Ursprung erreicht er das Munizip Salgado Filho. Er mündet auf 354 m Höhe von rechts in den Rio Capanema. Er ist etwa 63 km lang.

### Munizipien im Einzugsgebiet
Am Rio Tamanduá liegen die zwei Munizipien Flor da Serra do Sul und Salgado Filho.